# Mesquita Magok-i Attari

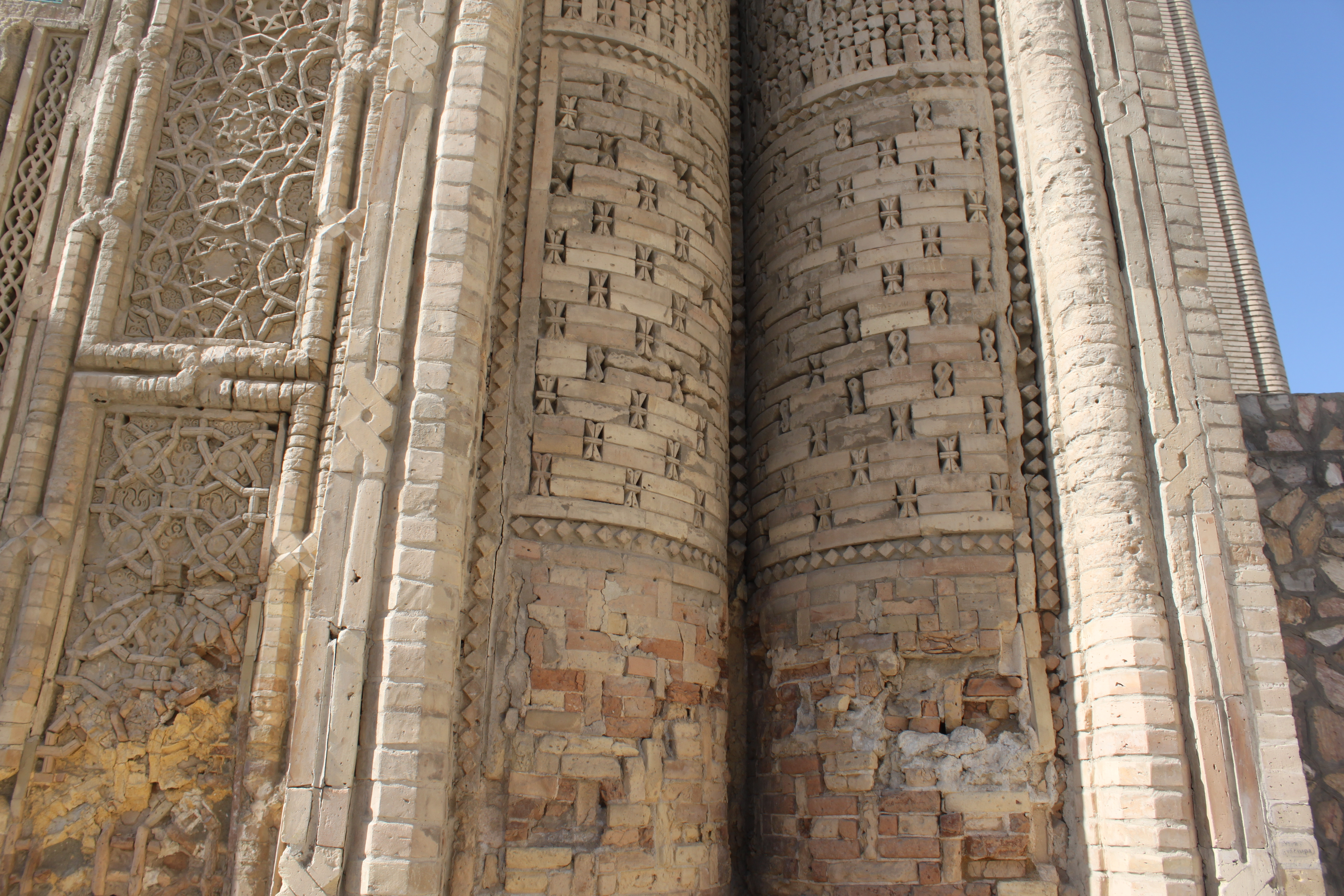
Detalhe do pishtaq caracânida, no lado sul da mesquita

A  Mesquita Magok-i Attari, Mesquita Maghoki-Attar, Magak-i Attari ou  Magoki Attoron (em usbeque: Magʻoki Attori masjidi) é uma mesquita situada no centro histórico de Bucara, um sítio do Património Mundial da UNESCO no Usbequistão. É um dos únicos monumentos de Bucara anteriores à destruição da cidade por Gêngis Cã c. 1219–1221 e, segundo muitos autores é a mesquita mais antiga da Ásia Central que chegou aos nossos dias.
O edifício atualmente existente foi originalmente construído no século XII, durante o período caracânida, que foi parcialmente reconstruída no século XVI, mas já no tempo dos samânidas, no século X, existia uma mesquita no local, que por sua vez tinha sido erigida sobre as fundações dum antigo templo do período soguediano. Situa-se imediatamente a oeste do conjunto monumental Lyab-i Hauz. Atualmente a mesquita é um museu de tapetes. É um exemplo duma mesquita urbana dum bairro residencial e um dos melhores exemplos da arquitetura caracânida da Ásia Central.

## História
O historiador local al-Narshakhi, que completou a sua “História de Bucara” em 943 ou 944, durante o reinado do imperador samânida Nu I, relata que a mesquita foi construída no local onde existia um antigo templo do fogo anterior à chegada do islão à região, o qual era provavelmente um templo zoroastrista usado pela população soguediana da cidade. Narshaki também menciona que no local se realizava duas vezes por ano uma feira muito concorrida onde se vendiam ídolos, onde se chegavam a transacionar 50 000 dirrãs num só dia. Estranhamente, a feira era tolerada pelos governantes islâmicos e no tempo de Narshakhi ainda se realizava, o que indica que uma parte substancial da população de Bucara ainda não se tinha convertido ao islão no século X.
Narshakhi refere-se à mesquita com o nome "Grande Mesquita de Makh"; Makh era o nome do bazar vizinho onde se vendiam ídolos. Por sua vez, o bazar devia o seu nome a um rei lendário de Bucara chamado Makh. Porém, numa parte posterior da sua crónica, Narshahki chama ao edifício "Mesquita de Maghak", que praticamente coincide com o nome atual Magok, que significa "numa reentrância" ou "num nicho" ou "numa cova", o que sugere que a mesquita já então se encontrava abaixo do nível do solo, como ainda ocorre atualmente — o chão da mesquita está cerca de quatro metros abaixo do solo da área em redor. O resto do nome da mesquita — attari (perfumistas) — tem origem no facto de no bazar vizinho também se comercializarem perfumes.
Segundo algumas fontes, nos tempos pré-islâmicos Bucara foi um centro de culto a um deus lunar, similar a Sim da mitologia mesopotâmica e o templo anterior à mesquita era dedicado a esse deus. Os habitantes do vale do Zarafexã acorriam à feira que se realizava junto ao templo para trocarem os seus ídolos velhos por novos, para assegurarem a fertilidade das terras das quais dependiam, o que contribuiu para que Bucara se tornasse um centro de comércio.
Os únicos vestígios da mesquita original existente na era samânida são alguns pedaços de decoração em alabastro e vestígios de tijoleiras encontradas durante escavações. Os arqueólogos presumem que o edifício original foi demolido ou incendiado, apesar de ser provável que a planta atual seja muito semelhante à antiga. A edificação atual é uma espécie de palimpsesto de vários períodos arquitetónicos, o mais antigo deles do século XII, durante a era caracânida. O portal sul, ainda existente, foi provavelmente construído pelo mesmo cã caracânida que construíu a Mesquita Namazgah, situada fora das muralhas, e o Minarete de Vobkent, na vila com esse nome, alguns quilómetros a norte de Bucara.
Entre 1547 e 1549, o governante xaibânida Abdul-Aziz Cã mandou restaurar a mesquita e adicionou-lhe um pishtaq monumental no lado oriental, pois a entrada do lado sul já estava soterrada. Nessa altura, as ruas em volta já eram mais altas do que o nível do chão da mesquita, pelo que foi construído um lance de escadas que desce da antecâmara do pishtaq para o interior da mesquita. Grande parte do que se pode atualmente admirar do edifício resulta das escavações levadas a cabo na década de 1930, pois até essa altura uma parte estava enterrada, nomeadamente o portal sul da época caracânida.
Antes da construção da primeira sinagoga em Bucara mo século XVII, os judeus partilhavam com os muçulmanos a mesquita como local de culto. Segundo algumas fontes, os judeus faziam as suas orações lado a lado com os muçulmanos, no mesmo local e ao mesmo tempo. Segundo outras fontes, os judeus faziam as suas orações depois dos muçulmanos.

## Arquitetura
O portal caracânida tem dois conjuntos de colunas nos lados opostos do pishtaq, que formam um conjunto com a aparência de livros entreabertos ou rolos de pergaminho colocados lado a lado. Alguns historiadores sugerem que esse arranjo tem origem no edifício pré-islâmico. A forma da parte central do pishtaq é muito semelhante ao do Chashma-Ayub de Vobkent, a ponto de alguns autores sugerirem que muito provavelmente ambos os portais são da autoria do mesmo mestre de obras. O arco do pishtaq é encimado por um friso epigráfico em azulejos vidrados azuis, que está parcialmente destruído.
O interior da mesquita está organizado num padrão em quadrícula com três por quatro tramos, cada um deles com uma cúpula. Duas da cúpulas centrais assentam em tambores altos para permitir a entrada de luz.